# رايموندو بيريرا
رايموندو بيريرا (بالبرتغالية: Raimundo Pereira‏) (و. 1955 – م) هو سياسي من غينيا بيساو ولد في بيساو. شغل منصب القائم بأعمال رئيس جمهورية غينيا بيساو مرتين، من مارس 2009 إلى سبتمبر 2009 ومن يناير 2012 حتى أبريل 2012.

## التعليم
تعلم في جامعة لشبونة.

## رئاسته غينيا بيساو
تولى لأول مرة منصب القائم بأعمال رئيس غينيا بيساو في مارس 2009 بعد إغتيال الرئيس جواو برناردو فييرا.
بعد وفاة الرئيس مالام باكاي سانها، تولى رايموندو بيريرا منصب القائم بأعمال رئيس غينيا بيساو في 9 يناير 2012. لكن ٱطيح به بعد انقلاب عسكري في أبريل 2012 وذلك قبل حوالي أسبوعين من الجولة الثانية للانتخابات الرئاسية.